# Margareta Bašaragin
Margareta Bašaragin (Subotica, 15. septembar 1978) srpska je feministkinja i istraživačica u interdisciplinarnoj oblasti rodnih i ženskih studija.

## Biografija
Osnovne i masterske studije završila na Odseku za nemački jezik i književnost Filozofskog fakulteta Univerziteta u Novom Sadu. Doktorirala je 2017. na Centru za rodne studije Asocijacije centara za interdisciplinarne i multidisciplinarne studije i istraživanja (ACIMSI) (danas Univerzitetski centar za interdisciplinarne i multudisciplinarne studije i istraživanja - UCIMSI) na UNS. Doktorska disertacija: Interakcija roda, jezika i kulture u formiranju identiteta učenica osmog razreda osnovne škole u procesu dvojezične nastave u Vojvodini, pod mentorstvom profeserke emerite Svenke Savić. Usavršavala se u okviru Erasmus Mundus Sigma Agile projekta školske 2015/16. u Centru za transdisciplinarne studije roda na Humboltovom univerzitetu u Berlinu, Nemačka pod mentorstvom profesorke Lan Hornšajt.
Poverenica je ogranka novosadskog Udruženja „Ženske studije i istraživanja” u Subotici od 2020. godine.
Potpisuje više naučnih radova objavljenih u domaćim i međunarodnim časopisima u kojima tematizuje problematiku roda i jezika u štampanim i govorenim materijalima, integraciju rodne ravnopravnosti u obrazovni proces i primenu analize diskursa u interdisciplinarnom polju rodnih studija. Posebnu pažnju posvećuje istraživanju znamenitih žena iz Subotice (Vojvodine).
Do sada je objavila knjige Rod, kultura i diskurs razgovora u razredu (2019, Fondacija akademika Bogumila Hrabaka, VANU, Novi Sad), Znamenite Jevrejke Subotice (2020, Ženske studije i istraživanja i Futura publikacije, Novi Sad), Antifašistkinje Subotice: skojevke, partizanke i afežeovke (2021, Ženske studije i istraživanja i Futura publikacije, Novi Sad) i uredila tokom 2021. godine: Starost u vremenu i prostoru (Ženske studije i istraživanja i Futura publikacije, Novi Sad); Sonja Licht: životna priča (Ženske studije i istraživanja i Futura publikacije, Novi Sad; Prilog istoriji ženskih studija u Vojvodini: ženske studije u Subotici (Zavod za ravnopravnost polova, Novi Sad, 2023.
Aktivno sarađuje sa ženskim udruženjima, institucijama i medijima u zemlji i regionu po pitanjima afirmacije znamenitih žena  i rodno osetljivog jezika  .
Poverenica je ogranka novosadskog Udruženja "Ženske studije i istraživanja" u Subotici. Tokom 2022. godine ponovo pokreće alternativni visokoškolski obrazovni program Ženskih studija u dva ciklusa "Ženske studije posle 25 godina" (maj-juli 2022) i "Ženske studije u Subotici" (oktobar-decembar 2022) u Subotici.
Dobitnica je nagrade "Anđelka Milić 2022" Sekcije za feministička istraživanja i kritičke studije maskuliniteta - SeFem u katergoriji za podršku razvoju stvaranja znanja iz oblasti feminističkih i rodnih studija u Srbiji (teorija i istraživanja).

## Bibliografija (izbor)

### Knjige i publikacije
2019. Rod, kultura i diskurs razgovora u razredu (Novi Sad: Fondacija akademika Bogumila Hrabaka za publikovanje doktorskih disertacija).
2020. Znamenite Jevrejke Subotice (Novi Sad: Ženske studije i istraživanja i Futura publikacije).
2021. Znamenite Jevrejke Subotice: Sonja Licht – životna priča (ur, Novi Sad: Ženske studije i istraživanja i Futura publikacije).
2021. Starost i rod u vremenu i prostoru: Šta starije žene (ne)mogu u Srbiji danas? (ur, Novi Sad: Ženske studije i istraživanja i Futura publikacije).
2021. (sa Svenkom Savić). Prilog istoriji ženskih studija u Novom Sadu: vreme promene (2020-2021) (Novi Sad: Ženske studije i istraživanja i Futura publikacije).
2021. Antifašistkinje Subotice: skojevke, partizanke i afežeovke (Novi Sad: Ženske studije i istraživanja i Futura publikacije).
2023. Prilog istoriji ženskih studija u Vojvodini: ženske studije u Subotici (Zavod za ravnopravnost polova, Novi Sad).
2024. Znamenite Subotičanke 20. veka: feministkinje, umetnice, mirovnjakinje, dobrotvorke (ur, Novi Sad: Ženske studije i istraživanja i Futura publikacije).

### Radovi i prilozi u domaćim i međunarodnim časopisima i zbornicima
2021. (sa Svenkom Savić) “Gender and Ideology: Women on Postage Stamps in Serbia: 2006-2018“, Teme, Vol. XLV, No 1, 193-211.
2021. „Upotreba rodno osetljivog jezika u feminističkom časopisu Ženski pokret“, u: Milinković, Jelena (ur.) i Žarka Svirčev (ur.) Zbornik radova sa Međunarodnog naučnog skupa „Časopis Ženski pokret (1920–1938)“, Institut za književnost i umetnot, Beograd, 99-118.
2020. „Starost u reklamama: ejdžizam, rod, obrazovanje“, Zbornik „Interkulturalnost u obrazovanju 2020”, 3. oktobar 2020. g, Subotica, Šesta međunarodna naučna konferencije InterKult 2020, Pedagoški zavod Vojvodine, Novi Sad, Učiteljski fakultet na mađarskom nastavnom jeziku, Subotica, 77-91.
2020. „Institucionalizacija istraživanja roda u visokoškolskom obrazovanju. Časopis za feminističku teoriju i studije kulture“, Genero, 24. Beograd: Centar za studije roda i politike, Fakultet političkih nauka, Univerzitet u Beogradu, 247-253.
2020. „Feministička lingvistka“, u: Antonić, Ivana (ur.) Svenka Savić: Između baletske i jezičke igre. Novi Sad: Ženske studije i istraživanja, Futura publikacije, 63-100.
2020. (sa Dragom Gajić) „Dr Margita Hercl – antifašistkinja i lekarka“, u: Stevanović, Lada (ur.), Mladena Prelić (ur.), Miroslava Lukić Krstanović (ur.) (2020). Naučnice u društvu. Radovi sa konferencije održane od 11. do 13. februara 2020. u Srpskoj akademiji nauka i umetnosti u Beogradu. Beograd: Etnografski institut SANU, 361-371.
2019. (sa Svenkom Savić) „Funkcije diskursne strategije 'govorenje uglas' u TV duelu političara u Srbiji“, u: Gruhonjić, Dinko (ur.); Drašković, Brankica (ur.) Zbornik radova sa Međunarodne naučne konferencije Mediji i javne poltike – uzmeđu proklamovanog i prakse, Odsek za medijske studije, Filozofski fakultet, Univerzitet u Novom Sadu, 91-107.
2019 (sa Svenkom Savić) “Gender perspective on teacher-pupil classroom interaction: Feedback and evaluation”, Slovenščina, 2.0 (2), 172-196.
2019. (sa Svenkom Savić. „Rod, žene i antifašizam na društvenoj mreži Ženska posla“, u: Gruhonjić, Dinko i Dubravka Valić Nedeljković (ur.) (2019). Zbornik radova sa Međunarodne naučne konferencija Mediji civilnog društva kao alternativa medijskom populizmu, senzacionalizmu i lažnim vestima, 25. maj 2018, Odsek za medijske studije, Filozofski fakultet, Univerzitet u Novom Sadu, uz podršku Medijskog odeljenja Misije OEBS-a u Srbiji, Novi Sad, 185-197.
2018. „Elementi interkulturnog obrazovanja u vannastavnim aktivnostima u osnovnim školama: primer rodne analize školskih priredbi u dvojezičnoj školi u Vojvodini“, Interkulturalnost u obrazovanju InterKult 2017, Zbornik 12, Novi Sad: Pedagoški zavod Vojvodine, Filozofski fakultet, 43-62.
2018. „Jezik kao političko sredstvo ne_diskriminatorne prakse: jedno shvatanje roda u nemačkom jeziku profesx Lan Hornšajt (lann hornscheidt)“, u: Zaharijević, Adrijana i Katarina Lončarević (ur.) (2018). Feministička teorija za sve. Zbornik radova sa konferencije „Neko je rekao feminizam? Feministička teorija u Srbiji danas“. Beograd: Institut za filozofiju i društvenu teoriju i Fakultet političkih nauka, 397-416.
2016. (i dr) „Upotreba rodno osetljivog jezika na sajtovima fakulteta Univerziteta u Novom Sadu“, u: Peršić, Iva (ur.),  Zbornik radova s Međunarodne studentske konferencije „Jezik: uputstva za upotrebu. Pula: Sveučilište Jurja Dobrile u Puli, 20-34.
2016. „Interakcija roda i jezika u razgovoru nastavnik-učenik u razredu: prekidanja i preklapanja“, Prilozi proučavanju jezika, 47. Novi Sad: Filozofski fakultet, 123-133.
2016. „A társadalmi nem és a nyelv kölcsönhatása a tantermi beszélgetésekben – megszólítás” (Beretka Katinka fordítása), Létünk, XLVI. évfolyam, 2016. 4. szám. Újvidék: Forum Könyvkiadó Intézet, 109-128.
2016. (sa Svenkom Savić) „Rodno osetljiva analiza čitanki za osmi razred OŠ za srpski jezik, srpski kao nematernji i mađarski jezik“, Zbornik Odseka za pedagogiju, Sveska 25 (2016), Filozofski fakultet, Novi Sad, 75-97.
2015. „Interkulturalnost osnovnoškolske obrazovne prakse – primer školskih priredbi“. U: Grujić, Tamara; Jasmina Arsenijević, Jasmina (ur.) (2015). Kompetencije vaspitača za društvo znanja: tematski zbornik / Četvrta međunarodna naučnostručna konferencija Metodički dani. Kikinda: Visoka škola strukovnih studija za obrazovanje vaspitača, 417-426.
2014. „Seksizam u antiejdž novinskim oglasima – šta nam obećavaju“, U: Valić Nedeljković, Dubravka, Pralica, Dejan (ur.) (2014). Digitalne medijske tehnologije i društveno obrazovne promene. Medijska istraživanja - Zbornik 6. Novi Sad: Filozofski fakultet, 28-37.
2013. „TV reklama kao ogledalo stereotipne mizoginije – kritička analiza reklamnog TV diskursa iz rodne perspektive“. U: Valić Nedeljković, Dubravka, Pralica, Dejan (ur.) (2013). Digitalne medijske tehnologije i društveno obrazovne promene 3. Novi Sad: Filozofski fakultet, 281-292.